# Karl Friedrich Brodeßer
Karl Friedrich Brodeßer (* 15. Februar 1931 in Essen; † 22. Mai 2006) war ein deutscher Jurist, Verwaltungsbeamter und Politiker (FDP).

## Leben und Beruf
Nach dem Abitur 1951 in Siegburg absolvierte Brodeßer zunächst eine kaufmännische Lehre. 1953 nahm er ein Studium der Rechtswissenschaft an der Rheinischen Friedrich-Wilhelms-Universität Bonn auf, das er 1956 mit dem Ersten Juristischen Staatsexamen abschloss. Danach durchlief er den juristischen Vorbereitungsdienst, den er 1960 mit dem Bestehen des Zweiten Juristischen Staatsexamens beendete. Brodeßer war im Anschluss als Angestellter bei der Bundesparteileitung der FDP tätig und wirkte seit 1963 als Regierungsassessor beim Bundesministerium für gesamtdeutsche Fragen. Hier war er Persönlicher Referent des Ministers Erich Mende und erhielt die Beförderung zum Regierungsrat, später zum Oberregierungsrat. Von 1967 bis 1970 war er als Regierungsdirektor Persönlicher Referent des nordrhein-westfälischen Innenministers Willi Weyer. 1969 erhielt er die Ernennung zum Ministerialrat, ehe er 1970 als Leitender Ministerialrat und Abteilungsleiter ins Bundeskanzleramt wechselte.
Neben seiner beruflichen Tätigkeit engagierte sich Brodeßer im Deutschen Ruderverband. Er war seit 1983 Justitiar und seit 1992 stellvertretender Vorsitzender des Verbandes. Von 1996 bis 1998 übernahm er den Vorsitz der Anti-Doping-Kommission des Deutschen Sportbundes und des Nationalen Olympischen Komitees.

## Politik
Brodeßer trat 1960 in die FDP ein. Vom 4. November 1974 bis zu seiner Versetzung in den einstweiligen Ruhestand 1982 amtierte er als Staatssekretär im Innenministerium des Landes Nordrhein-Westfalen.